# Canal+ Action
Canal+ Action ist ein Sport- und Filmsender der M7 Group (im Besitz der Canal+ Group), der in den Niederlanden, der Tschechischen Republik, der Slowakei, Österreich und Ungarn sendet. 